# Lill-Häbberstjärnen
Lill-Häbberstjärnen är en sjö i Åre kommun i Jämtland och ingår i Indalsälvens huvudavrinningsområde.